# Euproctis
|  | No s'ha de confondre amb Euproctus. |

Euproctis és un gènere de lepidòpters ditrisis de la família dels erèbids (Erebidae), subfamília Lymantriinae. El gènere va ser descrit per l'entomòleg alemany Jacob Hübner el 1819.
A Europa podem trobar Euproctis chrysorrhoea (Linnaeus, 1758) i Euproctis similis (Fuessly, 1775).

## Taxonomia
- Euproctis apoblepta Collenette, 1953
- Euproctis acatharta Turner, 1906
- Euproctis acrita Joicey & Talbot, 1917
- Euproctis actor Turner, 1920
- Euproctis aganopa Turner, 1921
- Euproctis albocillata Bethune-Baker, 1904
- Euproctis albolyclene Holloway, 1999
- Euproctis amagethes Collenette, 1930
- Euproctis anisozyga Collenette, 1955
- Euproctis annulipes (Boisduval, 1833)
- Euproctis anomoeoptena Collenette, 1932
- Euproctis anthorrhoea Kollar, 1848
- Euproctis apatetica Collenette, 1930
- Euproctis aresca Collenette, 1955
- Euproctis arfaki Bethune-Baker, 1910
- Euproctis asaphobalia Collenette, 1932
- Euproctis aspersum Felder, 1874
- Euproctis aurantiicolor Rothschild, 1915
- Euproctis bakeri Collenette, 1932
- Euproctis baliolalis Swinhoe, 1892
- Euproctis basalis  (Moore, 1879)
- Euproctis bicolor Walker, 1855
- Euproctis bisecta Rothschild, 1915
- Euproctis brunneipicta Collenette, 1930
- Euproctis celebesica Strand, 1915
- Euproctis chlora Joicey & Talbot, 1917
- Euproctis chlorogaster Collenette, 1938
- Euproctis chlorospila Joicey & Talbot, 1917
- Euproctis chrysophaea Walker, 1865
- Euproctis chrysorrhoea Linnaeus, 1758
- Euproctis citrinula van Eecke, 1928
- Euproctis conspersa  (Felder, 1874)
- Euproctis crocea Walker, 1865
- Euproctis depauperata Mabille, 1880
- Euproctis dichroa Felder, 1861
- Euproctis diselena Collenette, 1932
- Euproctis dispersa  (Moore, 1879)
- Euproctis disphena Collenette, 1930
- Euproctis edwardsii Newman, 1856
- Euproctis emilei Griveaud, 1973
- Euproctis emprepes Turner, 1931
- Euproctis epaxia Turner, 1906
- Euproctis epidela Turner, 1906
- Euproctis eurybia Collenette, 1959
- Euproctis euthysana Turner, 1902
- Euproctis faceta Swinhoe, 1903
- Euproctis fasciata Walker, 1855
- Euproctis fervida (Walker, 1863)
- Euproctis fimbriata Lucas, 1891
- Euproctis flavicaput Bethune-Baker, 1904
- Euproctis flavipunctata Bethune-Baker, 1916
- Euproctis fleuriotii (Guérin-Méneville, 1862)
- Euproctis fusca Rothschild, 1915
- Euproctis fusipennis Walker, 1862
- Euproctis galactopis Turner, 1902
- Euproctis gilvivirgata Collenette, 1932
- Euproctis habbema Collenette, 1955
- Euproctis hemicneca Collenette, 1955
- Euproctis hemigenes Collenette, 1932
- Euproctis holdingii Felder, 1874
- Euproctis holoxutha Turner, 1902
- Euproctis huntei Warren, 1903
- Euproctis hylaena Collenette, 1955
- Euproctis hymnolis Turner, 1921
- Euproctis hypocloa Collenette, 1932
- Euproctis idonea Swinhoe, 1903
- Euproctis incommoda Butler, 1882
- Euproctis insulata Wileman, 1910
- Euproctis iseres Collenette, 1955
- Euproctis juliettae Griveaud, 1973
- Euproctis kamburonga Holloway, 1976
- Euproctis kanshireia Wileman, 1910
- Euproctis kunupi Collenette, 1938
- Euproctis lativitta  (Moore, 1879)
- Euproctis lemuria Hering, 1926
- Euproctis leonina Turner, 1903
- Euproctis limbalis Herrich-Schäffer, 1855
- Euproctis limonea (Butler, 1882)
- Euproctis lipara Collenette, 1930
- Euproctis longipalpa Collenette, 1938
- Euproctis lucifuga Lucas, 1892
- Euproctis lutea Fabricius, 1775
- Euproctis lyclene Swinhoe, 1904
- Euproctis mahafalensis Griveaud, 1973
- Euproctis mambara Bethune-Baker, 1908
- Euproctis marginalis Walker, 1855
- Euproctis marojejya Griveaud, 1973
- Euproctis meeki Bethune-Baker, 1904
- Euproctis melania
- Euproctis melanorrhanta Turner, 1931
- Euproctis melanosoma Butler, 1882
- Euproctis mycoides Collenette, 1930
- Euproctis nebulosa Rothschild, 1915
- Euproctis nigribasalis Swinhoe, 1903
- Euproctis niphobola Turner, 1902
- Euproctis novaguinensis Bethune-Baker, 1904
- Euproctis ochrea (Butler, 1878)
- Euproctis ochrocerca Collenette, 1932
- Euproctis ochroneura Turner, 1931
- Euproctis ochropleura Collenette, 1932
- Euproctis osuna Swinhoe, 1903
- Euproctis oxyptera Collenette, 1936
- Euproctis parallelaria Bethune-Baker, 1904
- Euproctis perixesta Collenette, 1954
- Euproctis piperita Oberthür, 1880
- Euproctis poliocerca Collenette, 1930
- Euproctis postbicolor Rothschild, 1915
- Euproctis pratti Bethune-Baker, 1904
- Euproctis producta Walker, 1863
- Euproctis pseudoarna Holloway, 1999
- Euproctis pulchra Bethune-Baker, 1908
- Euproctis purpureofasciata Wileman, 1914
- Euproctis pusillima Strand, 1912
- Euproctis putilla Saalmüller, 1884
- Euproctis pyraustis Meyrick, 1891
- Euproctis rotunda Bethune-Baker, 1908
- Euproctis sanguigutta Hampson, 1905
- Euproctis sarawacensis Talbot, 1926
- Euproctis schintlmagistri Holloway, 1999
- Euproctis scintillans Walker, 1856
- Euproctis seminigra Joicey & Talbot, 1916
- Euproctis semirufa Joicey & Talbot, 1917
- Euproctis similis Fuessley, 1775
- Euproctis squamosa Walker, 1855
- Euproctis stenobia Collenette, 1959
- Euproctis stenomorpha Turner, 1921
- Euproctis straminicolor Janse, 1915
- Euproctis subnobilis Snellen, 1881
- Euproctis tetrabalia Collenette, 1930
- Euproctis thiocosma Collenette, 1955
- Euproctis titania Butler, 1879
- Euproctis torasan (Holland, 1889)
- Euproctis trispila Turner, 1921
- Euproctis u-grisea Holloway, 1976
- Euproctis urbis Strand, 1925
- Euproctis venosa  (Moore, 1879)
- Euproctis virginea Bethune-Baker, 1904
- Euproctis virgo Swinhoe, 1903
- Euproctis virguncula Walker, 1955
- Euproctis viridoculata Holloway, 1976
- Euproctis wilemani Collenette, 1929
- Euproctis xuthoaria Collenette, 1955
- Euproctis xuthoptera Turner, 1921
- Euproctis xuthosterna Turner, 1924
- Euproctis yulei Bethune-Baker, 1904
- Euproctis zorodes Collenette, 1955